# Jules Lemaître
Jules Lemaître (Vennecy, 1853. február 27. – Tavers, 1914. augusztus 5.) francia író és kritikus.

## Élete
Az École normale supérieure (tanárképző intézet) hallgatója volt 1872-től 1875-ig. Tanárként működött Le Havre-ban, Algírban, Besançonban, Grenoble-ban.
1884-ben abbahagyta a tanítást, hogy teljesen az irodalmi, irodalomkritikusi tevékenységnek szentelje magát. Publikált a Revue bleue, a Revue des deux mondes és a Journal des débats politiques et littéraires hasábjain.
1880-ban megjelentette első verskötetét (Les Médaillons), amely a parnasszizmus irányzatához állt közel. Az algíri tartózkodása által inspirált Petites Orientales című második kötetét (1883) Sully Prudhomme-nak ajánlotta, aki nagy hatást gyakorolt rá.
Az impresszionista kritika képviselője volt, amely irányzat nem objektívnek szánt értékeléseket szándékozott adni, hanem szubjektív benyomások nyomán véleményezte a műveket, illetve szerzőiket. Kritikai írásait kötetekbe gyűjtve adta ki, nagyobb lélegzetű tanulmányait önállóan.
Színműveket, elbeszéléseket, meséket és regényt is írt.
1895-ben lett az Académie française tagja. A századforduló környékén közéleti tevékenységet is folytatott, részt vett a Ligue de la patrie française alapításában, és öt éven át elnöke volt.

## Megítélése

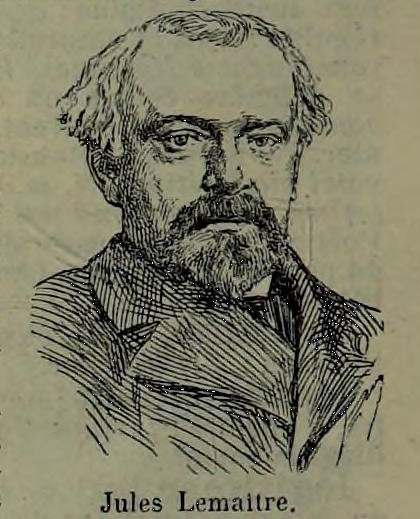

Anatole France megítélése szerint „kétségtelenül a kor legjobb elméinek egyike”.
Ady Endre „fölségesnek” nevezi En marge des vieux livres címen kiadott történeteit.
Kosztolányi Dezső írásairól azt mondja, hogy „az impresszionista kritika remekművei”.
Szerb Antal megállapítja, hogy „kritikái olyanok, mintha novellát írna egy-egy íróról vagy színdarabról. Tudásnak és élénkségnek ez a szerencsés egyesítése nagy népszerűséget és tekintélyt szerzett neki.”
 Ambrus Zoltán szerint Lemaître „egyformán kiváló mint költő, mint elbeszélő, és mint kritikus”.
Birkás Géza azt írja, hogy tanulmányaiban „a korabeli íróknak rajzolta meg nagyon találó, ötletes, ma is elevenen ható arcképeit”.
Elek Oszkár Châteaubriand-ról szóló tanulmányát így értékeli: „Lemaître könyvének legragyogóbb sajátságai: írója éleslátása, fejtegetéseinek igazsága, finomsága és mélysége.”
Alexander Bernát véleménye: "Lemaître egyike a legfinomabb modern francia szellemeknek. Költői lélek, mélyre ható filozófus, a leghajlékonyabb elme és a legragyogóbb író."
Az Encyclopædia Britannica szócikke szerint: „a modern szerzőkről adott jellemzései érdekesek a bennük megnyilvánuló éleslátás, ítéleteinek váratlansága, és kifejezésmódjuk élénksége, valamint eredetisége miatt.”
A  Larousse által adott tömör jellemzés szerint Lemaître „ragyogó elme, mélyreható lélekismerő, szellemes író”.
A Pallas nagy lexikona: "darabjait finom irónia és éles pszichológia jellemzik".
Révai nagy lexikona: "Az impresszionista kritika egyik megalapítója s nagynevű művelője."

## Verseskötetek

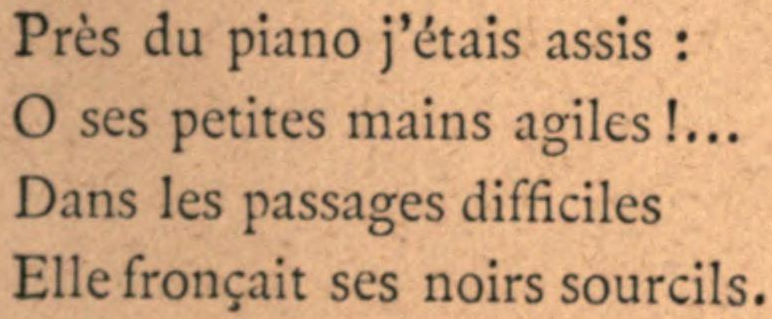
Musica

- Les Médaillons (1880)
- Petites Orientales (1883)

## Kritikák, tanulmányok

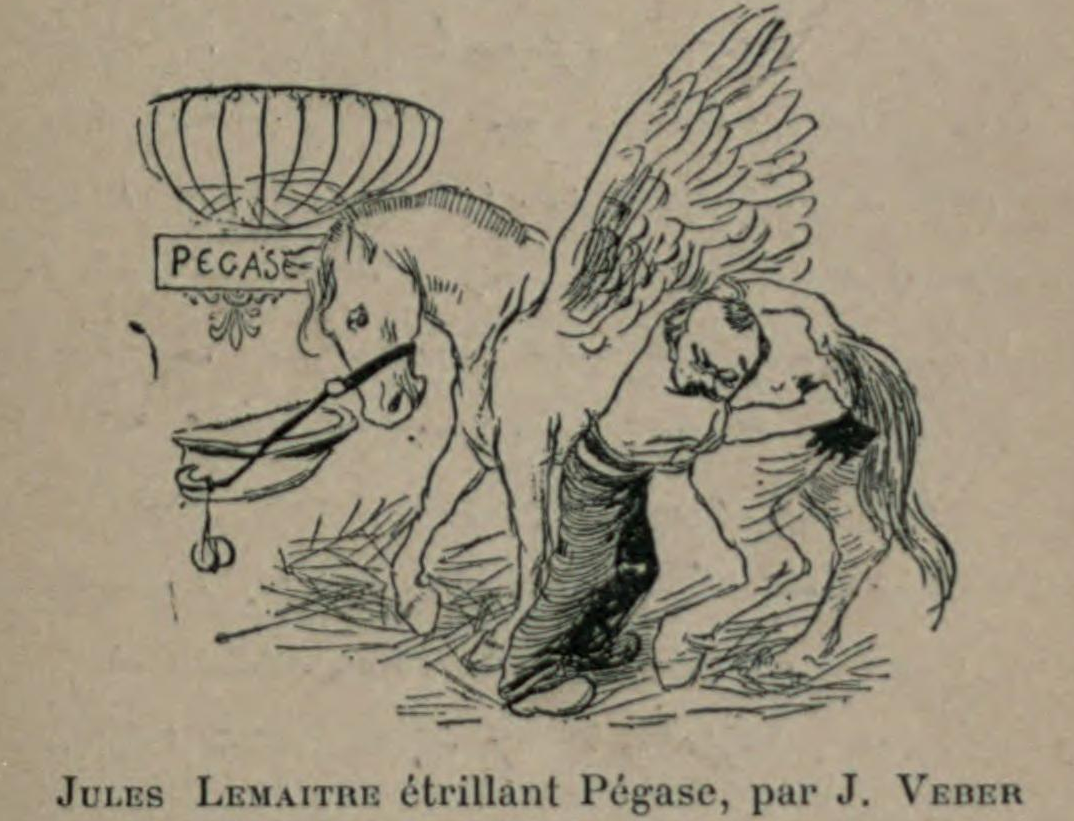
A kritikusi tevékenység mint a Pégaszosz tisztogatása - Jean Veber karikatúrája

- Les contemporains. – Paris, 1885–96 (7 kötet)
- Impressions de théâtre. – Paris, 1888–96 (10 kötet)
- L'Imagier, études et portraits contemporains (1892)
- Jean-Jacques Rousseau (1907)
- Jean Racine (1908)
- Fénelon (1910)
- Châteaubriand (1912)

## Színművek

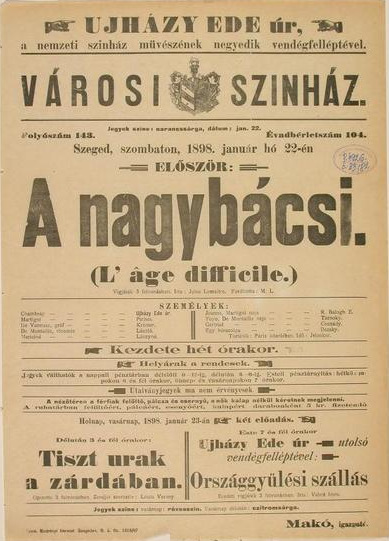
Egyik színműve magyarországi előadásának plakátja, 1898

- Révoltée (1889)
- Le Député Leveau (1890)
- Mariage blanc (1891)
- Flipote (1893)
- Le Pardon (1895)
- L'Âge difficile (1895)
- La Bonne Hélène (1896)
- L'Aînée (1898)
- Bertrade (1905)
- La Massière (1905)
- Le Mariage de Télémaque (1910)
- Un salon (1924, posztumusz)

## További könyvei
- Sérénus, histoire d'un martyr. Contes d'autrefois et d'aujourd'hui (1886)
- Dix contes (1890)
- Les Rois (1893)
- La Franc-maçonnerie (1899)

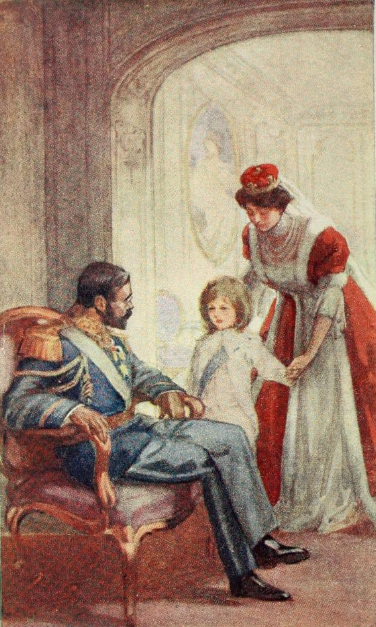
Les Rois - illusztráció

- Contes blancs: la Cloche; la Chapelle blanche; Mariage blanc (1900)
- En marge des vieux livres (1905-1907)
- Lettres à mon ami, 1909 (1910)
- La Vieillesse d'Hélène. Nouveaux contes en marge (1914)

## Magyar nyelven
- A királyok; ford. Schöpflin Aladár, Budapest 1911
- Tanulmányok; fordította és bevezette Salgó Ernő, Budapest 1928
- A sirályok, in: Kosztolányi Dezső: Modern költők, Budapest 1914, 199. oldal
- A Szent Szűz és az angyalkák; ford. Kertész Kálmán, in:  Napkelet 5. évf. 13. szám, 1111-1114. oldal
- A titkos jelvények; ford. Kertész Kálmán, in:  Napkelet 9. évf. 12. szám, 1020-1024. oldal
- La sirène / A szirén; ford. Fónagy Iván, Budapest 1957
- Szép Heléna öregsége / La Vieillesse d'Hélène; ford. Gyulai Ágost, Budapest 1921
- Dajkaságban; ford. Hodács Ágost, in: Budapesti Hírlap 1911. augusztus 12. 1-3. oldal
- Oziás, az idealista; ford. Kertész Kálmán, in: Magyar Kultúra 1923. 472-475. oldal
- Egy kritikus; ford. Kertész Kálmán, in: Magyar Kultúra 1924. 19-27. oldal
- A renegát legendája; ford. Kertész Kálmán, in: Magyar Kultúra 1924. 600-604. oldal
- A falóban; ford. Kertész Kálmán, in: Nemzeti Újság 1925. augusztus 2. 19-20. oldal
- A szirén; ford. Md., in: Budapesti Hírlap 1908. október 25. 33-35. oldal
- A lovag; ford. Hajdu József, in: Hazánk 1902. március 28. 10-11. oldal
- Agatha testvér; ford. Ludovica, in: Melléklet a Nemzet 1895. november 3. számához
- Telemachos házassága; ford. Kertész Kálmán, in: Nemzeti Újság 1923. szeptember 2. 7-8. oldal

## Idézetek
- "A pesszimizmus, minden igénye ellenére is, nem filozófia, hanem csak oktalan érzelem, mely a dolgok tökéletlen szemléletéből fakad."[13]
- "Ha sokat panaszkodunk, végül is csakugyan boldogtalanokká válhatunk. A fájdalom ellen talán az a legjobb orvosság, hogy tagadjuk, ameddig csak lehet. Különben valami nagyon emberi, sőt nagyon emelkedett, de egyúttal nagyon veszélyes érzékenység hatalmasodik el rajtunk. Cselekedni kell, siránkozás nélkül és segíteni embertársainkat, anélkül, hogy könnyeinkben fürösztenénk őket."[14]
- "Az igazán szép asszony állandóan élvezi szépségét; egy pillanatra sem feledkezhet meg róla, ott olvassa mindenkinek a szemében."[15]
- "Új igazságokat csak nagy elfogultságok segítségével lehet felfedezni, melyek ugyanannyi tévedést is sodornak magukkal."[16]
- "Az írott lap sohasem lesz ekvivalense a festett képnek; a szavak, bármily módon halmozzák és sorakoztassák is azokat, az olvasóban, ha átengedi magát nekik, legfeljebb csak megközelítő képzetet keltenek a tárgyakról, melyek leírását szolgálják."[17]
- "Semmi sem változik, még akkor sem, amikor minden a legnagyobb mértékben megváltozottnak tűnik is fel."[18]
- "Minden lázadás, mely valamely társadalmi tévedés ellen irányul, ha ez a tévedés már századok óta tart és egy egész fajnak a tévedése, valójában a dolgok természete ellen irányul, mellyel szemben nem tehetünk semmit; és ilyenkor a lázadás, ha sikerrel jár is, csak annyit ér el, hogy a tévedés más formát ölt."[19]

## Magyar vonatkozás

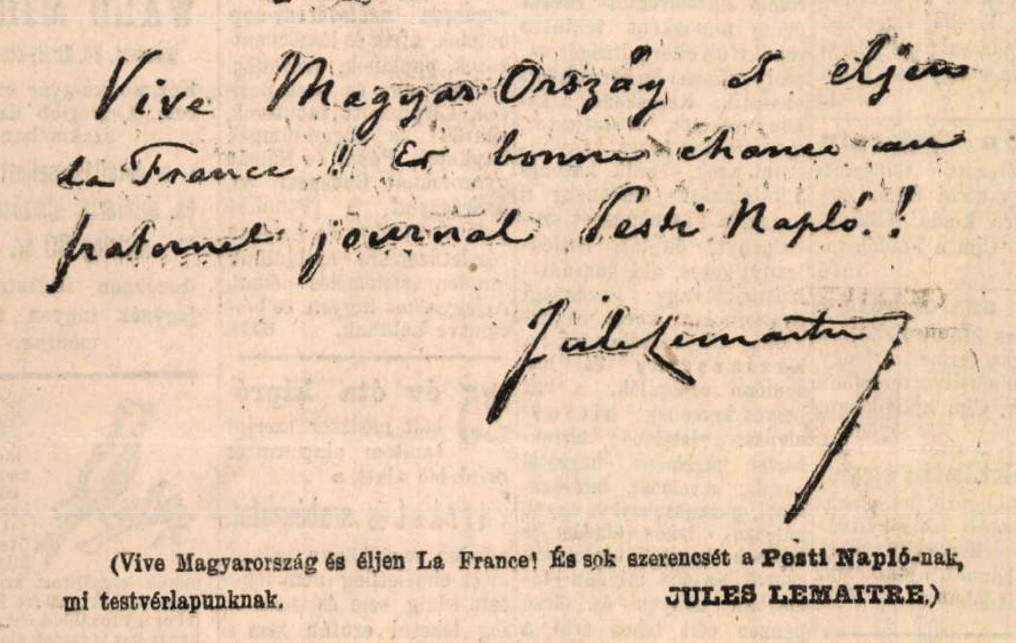
Üzenete a Pesti Naplóban, 1894. szeptember 23.

- Amikor Szomory Dezső hosszú időre Nyugat-Európába költözött, baráti kapcsolatba került a francia íróval. Miután megkapta tőle Les Rois című regényét, elkezdte folytatásokban leközöltetni magyar változatát, majd ismét felkereste. Erről a találkozásukról ezt írja:

„Alig vártam, hogy meglássa, hogy megint legyen egy jó perce! Rögtön írt is, mikor találhatom s már szaladtam is a sok újságokkal. 
Még jobban örült, még derűsebb lett, hirtelen le is ült, úgy örült, de rögtön fel is állt s úgy nézte a sok folytatást a sok újságokban. 
— C’est du hongrois — kérdezte, — du vrai hongrois? (Ez magyar, igazi magyar?) — és csak nézte a betűket s nem akarta hinni. 
— C ’est du vrai hongrois! – mondtam."
- Az 1900-as évek elején Párizsban élő Berény Rezső megfestette portréját.[21]
- Az 1889-es párizsi világkiállítás idején nyílt rá lehetősége, hogy kipróbálja a magyar vendéglátást, konyhaművészetet, amelyről elismerően be is számolt Billets du matin című állandó rovatában. [22]

## Érdekesség
Lemaître lelkes kerékpáros volt. Amikor 1894 októberében felkeresték a Pesti Napló munkatársai, a lovaskocsival érkező újságírók és a hazafelé bicikliző vendéglátó összeütköztek (nem lett baj, csak a lovak bokrosodtak meg). Az író azután így mesélt nekik hobbijáról:
„Itt Párizsban, mondotta, a művészi élet nem éppen atletikus és izomképző; nagyon dekadenssé válik az ember, azért jó ez a mozgás. Így legalább eszembe jut néha, ha a Bois-n végigrohanva gépemen, teli tüdővel szívom magamba az éles szelet, hogy ember vagyok.” Majd tréfálkozva hozzátette: „Azután meg, tudják, olyan mulatság az, a komoly akadémikus kollégákat rémületbe ejteni! Kiállhatatlanul lassan kocognak az utcán, formátlan kövér múmia valamennyi, néha igazán kedvem volna fellökni őket…”
(A Magyarországon A nagybácsi címen játszott L'Âge difficile egyik szereplője, Yoyo biciklin jelenik meg a színpadon.)

## Szakirodalom
- Gyergyai Albert: Lemaître, in:  Nyugat 1928. I. 754-757. oldal
- Kárpáti Aurél: Jules Lemaître, in: Új Idők 1943. I. 193-194. oldal
- Henry Bordeaux: Jules Lemaître, Paris 1920
- Yetta Blaze de Bury: French literature of to-day - A study of the principal romancers and essayists, Boston and New York  1898, 183-210. oldal
- Anna Brunnemann: Jules Lemaître, in: Die Gegenwart, Nr. 24 (1896), 374-376. oldal
- Maurice Wolff: Jules Lemaître, in: Budapesti Hírlap 1899. július 14. 4-5. oldal
- Birkás Endre: Jules Lemaître, in: Magyar Szemle 1906. 243-244. oldal
- Kertész Kálmán: Jules Lemaître vallása, in: Élet 1924. november 30. 445-451. oldal